# Miguel García de la Herrán
Miguel García de la Herrán y Martínez (1880 - Madrid 20 de juliol de 1936) va ser un militar i enginyer espanyol. Després del cop d'estat del 18 de juliol de 1936 estava a càrrec de les Unitats acantonades a Carabanchel amb el càrrec de General de Brigada, i fou un dels Generals en la revolta a Madrid. l comandament d'un miler d'homes va intentar connectar mitjançant un comboi de reforç amb el Caserna de la Montaña quan en una topada amb milicians va ser mort per ferida de bala.

## Biografia
Va ingressar com a cadet en l'Acadèmia de Guadalajara en 1895 acabant la seva formació l'any 1899 amb el grau de Tinent. Destinat a Melilla participa en 1910, en diverses operacions militars. A la província de Larraix ordena i supervisa la construcció un pont permanent sobre el riu Lucus. Va guanyar experiència militar en 1924 participant en diverses accions de guerra a la zona de Melilla. Va ser un comandament en el Desembarcament d'Alhucemas, i més tard, ascendit a Coronel per mèrits de guerra va dur a terme una intensa labor en la millora i manteniment de la xarxa de comunicacions del Protectorat espanyol al Marroc. Ja en la península Ibèrica i en l'època de la Dictadura de Primo de Rivera va sol·licitar la passada a la reserva. Va mancar de comandament des del 3 de gener de 1931 a 1936.
Va recolzar activament al general Sanjurjo durant la denominada "Sanjurjada" del 10 d'agost de 1932 i va ser condemnat a cadena perpètua, encara que seria amnistiat durant el govern de Lerroux. Quan es va produir la revolta militar se li va encarregar el comandament de les unitats acantonades a Carabanchel, encara que va caure abatut en un confús tiroteig durant l'operació de connexió amb el Caserna de la Montaña (sota el comandament del General Fanjul).